# Суш (Польща)
Суш (пол. Susz, нім. Rosenberg in Westpreußen) — місто в північній Польщі.
Належить до Ілавського повіту Вармінсько-Мазурського воєводства.

## Демографія
Демографічна структура станом на 31 березня 2011 року:
|          | Загалом | Допрацездатний вік | Працездатний вік | Постпрацездатний вік |
| -------- | ------- | ------------------ | ---------------- | -------------------- |
| Чоловіки | 2878    | 598                | 2050             | 230                  |
| Жінки    | 2870    | 520                | 1806             | 544                  |
| Разом    | 5748    | 1118               | 3856             | 774                  |

## Українська громада в Суші
В цьому містечку у роки другої світової війни розташовувалася філія концтабору Штутхоф, де разом з іншими в'язнями утримували українців. Місце її розташування ще необхідно з'ясувати.
На терени повіту Суш були депортовані 3202 українці з українських етнічних територій у 1947 році (т. з. акція «Вісла»).
1992 р. у Суші виникла греко-католицька парафія св. Розалії. Вона розміщується у колишній лютеранській церкві на вулиці вул. Słowianska 1. Цю парафію обслуговує настоятель парафії з Дзежгоня о. Петро Габорчак. Станом на 2024 р. збирається не більше 10 людей.
З документів також відомо, що зі станції Буг-Влодавський до м. Суш було відправлено 348 осіб — депортованих в ході акції "Вісла". Проте православної церкви в цьому містечку немає.